# Xenacodon mutilatus
Xenacodon mutilatus és una espècie de petit mamífer prehistòric pertanyent a la família Leptictidae i l'ordre Leptictida que visqué a Nord-amèrica durant el Paleocè, fa entre 56,2 i 60,9 milions d'anys. Se n'han trobat restes fòssils a Colorado (Estats Units).